# Loris Zanatta
Loris Zanatta (* 19. September 1962 in Forlì) ist ein italienischer Historiker.

## Leben
Nach der Maturità 1981 am naturwissenschaftlichen Gymnasium Enrico Fermi in Bologna studierte Loris Zanatta Zeitgeschichte an der Universität Bologna. 1987 schloss er sein Studium mit der Laurea ab. Nach der Promotion in Geschichte Amerikas 1992 bei Marcello Carmagnani an der Universität Turin wurde er 2004 assoziierter Professor für Geschichte Lateinamerikas und 2014 ordentlicher Professor für Geschichte Lateinamerikas an der Universität Bologna.

## Schriften (Auswahl)
- La internacional justicialista. auge y ocaso de los sueños imperiales de Perón. Buenos Aires 2013, ISBN 978-950-07-4426-3.
- El populismo. Buenos Aires 2015, ISBN 978-84-15917-07-6.
- La larga agonía de la nación católica. Iglesia y dictadura en la Argentina. Buenos Aires 2015, ISBN 950-07-5317-0.
- I sogni imperiali di Perón. Ascesa e crollo della politica estera peronista. Libreriauniversitaria.it, Padua 2016, ISBN 978-88-6292-720-8.